# Gilsinho
1. WEITERLEITUNG Gilson do Amaral